# Williamson-hipotézis

Kuznets-görbéje, mely J.G. Williamson koncepciójának ötletadója

A Williamson-hipotézis Jeffrey Gale Williamson amerikai közgazdász 1965-ben publikált elmélete, amelyben az országok fejlettsége és területi egyenlőtlenségei között „fordított U” alakú összefüggést tár föl. A feltevés elméleti szempontból Simon Kuznetsnek (1955) a fejlettség és a társadalmi jövedelmi egyenlőtlenségek kapcsolatát vizsgáló munkájára vezethető vissza, amely szerint az elmaradott és a prosperáló térségeket mérsékelt, a közepesen fejletteket pedig markáns társadalmi diszparitások jellemzik.

## Tartalma
A fejlettség-fejlődés és a területi egyenlőtlenségek nemzetközi szintű vizsgálatához kapcsolódóan egy meghatározó momentum volt J. G. Williamson munkájának megjelenése, amelyben mintegy 30 ország belső, területi jövedelemegyenlőtlenségeit vizsgálta történeti és keresztmetszeti adatok alapján. Számításaiban a fő területi jelzőszám az egy lakosra jutó jövedelem(GDP, személyi jövedelem) volt, az egyenlőtlenségek mérésére a súlyozott relatív szórást alkalmazta. A számítások egy fordított U alakú összefüggést valószínűsítettek (a nemzetközi összehasonlításokban erősen jelen lévő általános metodikai korlátokkal együtt), azaz a legfejletlenebb országokban viszonylag kicsiny, a közepes fejlettségűekben nagy, míg a legfejlettebbekben ismét kisebb fejlettségi tagoltságot.
A modell I. szakasza a prekapitalista időszak agrárdominanciájú területi gazdasági arányait generalizálja, a II. szakasz a kapitalista nagyipar kibontakozásának, a nagy területi koncentrációk kialakulásának időszaka. A III. szakaszban a tőkés termelési viszonyok teljes uralomra jutása után megkezdődik az éles fejlettségi és strukturális dualizmus spontán (pl. szuburbanizáció), és az állami gazdaságpolitika által befolyásolt csökkenése. Ez utóbbi faktor a IV. szakaszban kialakuló regionális politikával tovább erősíti a regionális konvergenciát.
A területi gazdasági mozgásfolyamatokra, a regionális arányok változására ható legfontosabb tényezők közül három emelhető ki:
- a naturális és az árutermelő gazdálkodás súlyának változása,
- a gazdaság ágazati szerkezetének történelmi átalakulása,
- az állami területfejlesztési (regionális) politika kialakulása és hatása.

A három fent említett tényezők közül a legfontosabbnak talán a második mondható, legáltalánosabban a gazdasági struktúra változásaival magyarázzák az elméletet.

## Utóélete
Egyszerűsége és könnyű értelmezhetősége révén igen nagy népszerűségre tett szert a kutatók, szakemberek körében. Módszertani és elméleti korlátai ugyan nem hagyhatók figyelmen kívül, de Williamson ezek java részével tisztában volt, és kutatási eredményeinek értelmezésekor igen óvatosan járt el.
A modellben megfogalmazódó törvényszerűség mindmáig a regionális fejlődés egyik alapkérdése. A koncepció legfontosabb alapvetései széles körben ismertté váltak, és megtermékenyítő hatással voltak a területi kutatásokra. Az a tény, hogy a területi kutatók számtalan kiegészítést fűztek a Williamson-hipotézishez, ám mondanivalójának lényegét soha nem kérdőjelezték meg, azt jelzi, hogy a koncepciót mindvégig radikális kilengésektől mentes kritikai közeg vette körül. Az egyszerűen interpretálható, sokat mondó (és az empirikus vizsgálatok szempontjából sokat ígérő) hipotézis érvényességét első közlése óta számos kutató vizsgálta különböző országok példáján, különböző időszakokra vonatkozóan. Eredményeik több ponton finomították, kiegészítették az eredeti koncepciót.

## Az elmélet posztszocialista változata
Ezek közé tartozik Nemes Nagy József 2005-ös tanulmánya, amely az „átmeneti”, európai posztszocialista országok esetében értékeli a fejlettség és a területi egyenlőtlenségek kapcsolatát. A vizsgált önmagában is rendkívül érdekes, ugyanis Williamson hipotézisének megfogalmazásakor – a „harmadik utas” politikát folytató Jugoszlávia kivételével – egyetlen szocialista ország regionális jövedelmi viszonyairól sem rendelkezett idősoros adatokkal. Ezzel együtt úgy gondolta, koncepciójának főbb szabályszerűségei feltehetően a Szovjetunióra is érvényesek lehetnek. Nemes Nagy József elemzésében egy olyan „posztszocialista görbe” körvonalazódik, amely alapvonásaiban valóban nagyon hasonlít Williamson eredeti görbéjéhez, ám nem elhanyagolható sajátosságokat is mutat.
Az utóbbiak lényege, hogy ezeket az országokat a területi kiegyenlítődés megindulása után sokkal erősebb konvergencia jellemezte („szocialista nivellálódás”), mint a hasonló fejlettségi szinten álló kapitalista államokat. A görbe jobb oldala ennek alapján jóval meredekebb, mint az alapmodell esetében. Ez a látszólag pozitív jellemvonás valójában ellentmondásos alapokon nyugodott. Egyrészt a hátterében nem annyira az elmaradott térségek felzárkózása, mint inkább „lefelé nivelláltsága” húzódott. Másrészt, míg a kapitalista államokban a szolgáltató szektor előretörése képezte a területi konvergencia fő hajtóerejét, itt „a viszonylagos kiegyenlítettséget a túldotált–több országban a nemzetközi eladósodás árán finanszírozott – termelőágazatok (nehézipar), a tömegtermelés, a nivellált bér- és jövedelemviszonyok eredményezték elsődlegesen”. Mivel a szocialista rendszer összeomlása e piacidegen megoldások végét is jelentette, a rendszerváltozás erőteljes regionális differenciálódással járt együtt. Habár a statisztikai adatok alapján egyelőre nem beszélhetünk e divergens trend befejeződéséről, a szerző éppen Amos (1988) nyomán veti föl annak elméleti lehetőségét, hogy miként a legfejlettebb államokban is konvergencia követte a posztfordi váltásból fakadó divergenciát, úgy – a gazdasági viszonyok stabilizálódásával – a posztszocialista államokban is van esély egyfajta „új konvergencia” megindulására.